# Washington Monument State Park

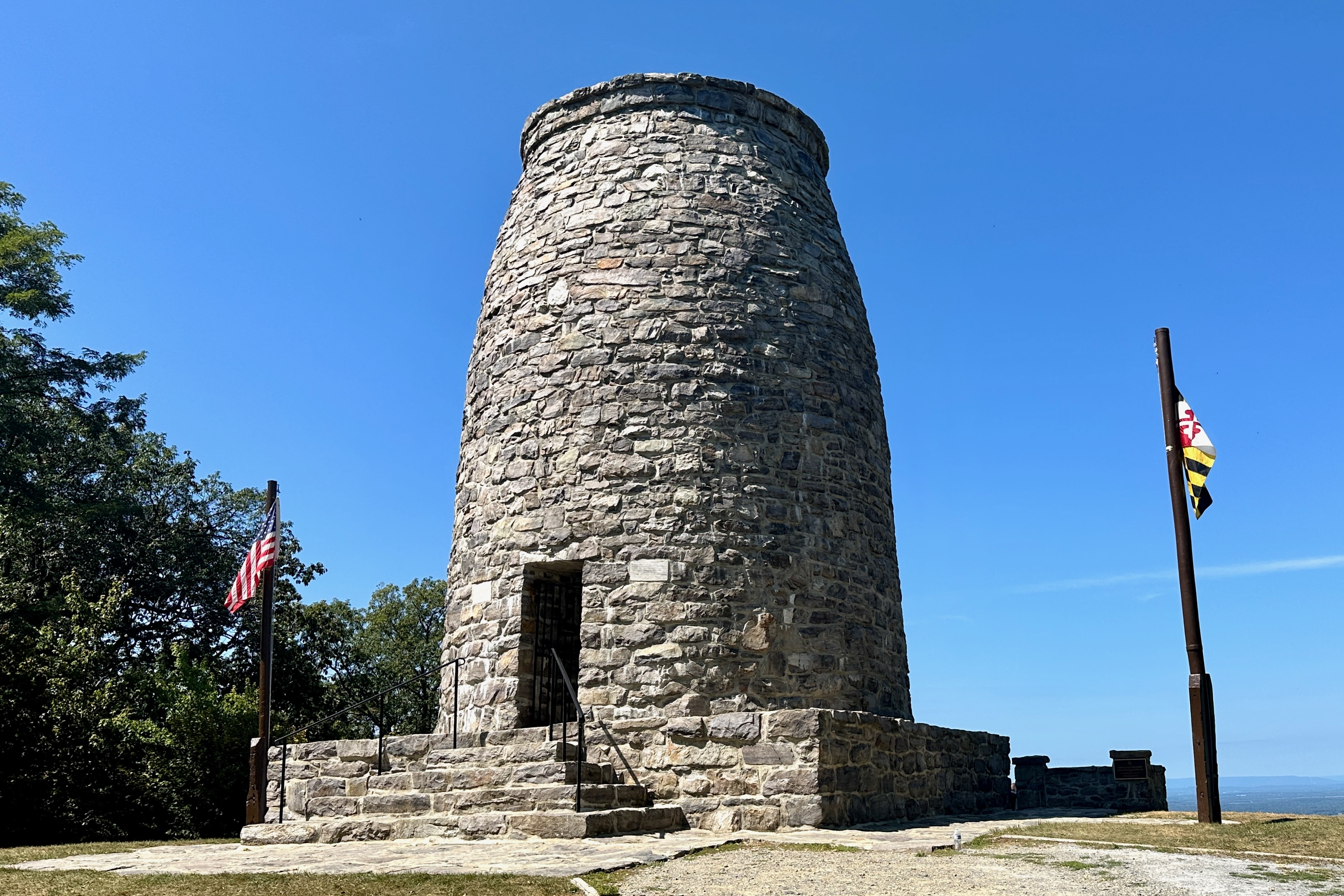
Eingang des Washington Monuments

Der Washington Monument State Park ist ein State Park mit dem ersten Monument, das George Washington gewidmet wurde. Das 59 ha große Gelände liegt 6 km östlich von Boonsboro im Washington County des US-Bundesstaates Maryland. Das Monument besteht aus einem aus schroffen Felsblöcken gemauerten 10,4 m hohen Turm mit Sockel auf 470 m.

## Geschichte
Am 4. Juli 1827 hatten sich morgens um 7 Uhr 500 Einwohner in Boonsboro versammelt, um gemeinsam hinter dem Sternenbanner zu dem Platz zu marschieren, der für den Bau ausgesucht worden war. Bei der Auswahl des Platzes hatte die große Menge an baufähigem Granit eine Rolle gespielt. Wegen Wassermangels an der Baustelle konnte nicht ausreichend Mörtel angesetzt werden, sodass die Steine vor Ort sortiert und so bearbeitet wurden, dass sie genau aufeinander passten. Bis zum Nachmittag um 16 Uhr war der Sockel mit 16,5 m Kreisumfang errichtet und eine Turmhöhe von 4,5 m erreicht worden. Zum Abschluss dieses außergewöhnlichen Tages wurde feierlich die Unabhängigkeitserklärung der Vereinigten Staaten verlesen und Salutschüsse abgegeben. Das Monument wurde noch im selben Jahr vollendet.
1882 wurde das Monument renoviert und eine Zugangsstraße für Fahrzeuge gebaut. Ein Jahrzehnt später traten Risse im Gemäuer auf, die nicht repariert wurden, sodass der Zerfall einsetzte und aus dem Monument eine Ruine wurde. 1920 erwarb die Washington County Historical Society den Platz und übergab ihn 1934 an den Bundesstaat Maryland, um einen State Park einzurichten. Der Turm wurde von Mitgliedern des Civilian Conservation Corps restauriert. Am 4. Juli 1936 wurden die abgeschlossenen Arbeiten gebührend gefeiert.

## Infrastruktur
Im State Park gibt es Spielplätze, Wanderwege, überdachte Rastplätze, Picknickplätze und ein kleines Museum. Die gute Aussicht auf das Cumberland Valley wird von Ornithologen zur Zählung der durchziehenden Zugvögel genutzt.